# Muscular
Muscular est le nom de code d'un programme de surveillance électronique des services de renseignements électronique britannique (GCHQ) et américain (NSA), révélé par Edward Snowden.

## Présentation

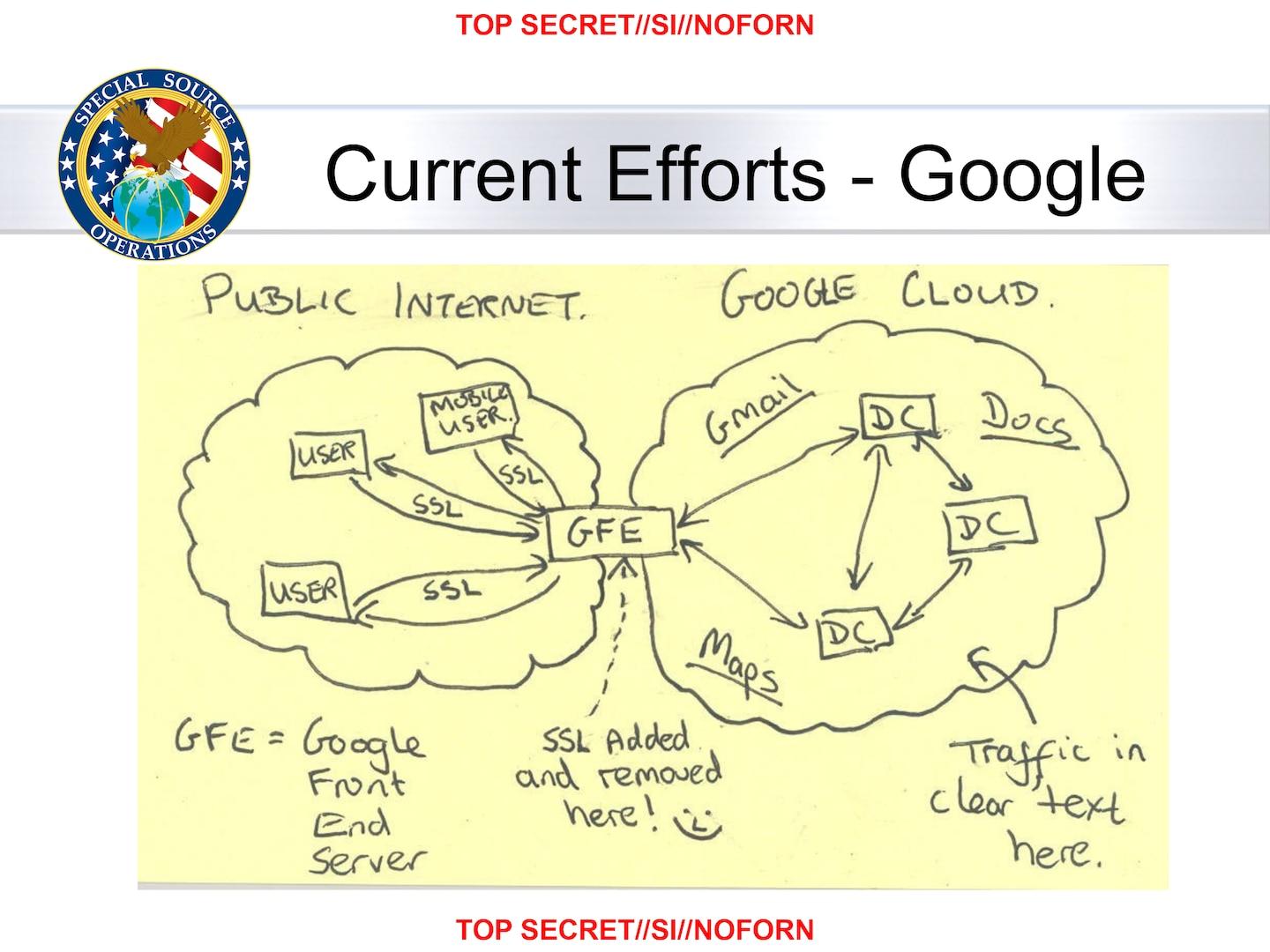
Diapositive de la NSA, dévoilée le 30 octobre 2013 par le Washington Post, qui montre que les échanges de données entre les datacenters de Google ne sont pas chiffrés.

En mai 2009, le GCHQ a commencé à collecter secrètement les données privées des utilisateurs de Google et de Yahoo!, en infiltrant certaines parties de l'infrastructure interne de ces deux entreprises,,. Au Royaume-Uni, le GCHQ intercepte les flux de données qui transitent dans les câbles en fibre optique qui relient les différents centres de traitement de données des deux entreprises. Le volume traité – de l'ordre de 10 gigaoctets par jour – est ainsi mis à disposition de la NSA.
En mai 2010, le GCHQ avait augmenté le volume traité à 20 gigaoctets par jour. Le Washington Post estime qu'à la fin 2013, le volume traité devait atteindre 40 gigaoctets par jour.
Le 30 octobre 2013, le Washington Post révèle l'existence du programme en se basant sur les documents fournis par Edward Snowden, et publie le 4 novembre 2013 plusieurs documents sur ce programme,. Selon un document top secret daté du 9 janvier 2013, la NSA aurait reçu plus de 181 millions de données sur une période de 30 jours, incluant des métadonnées et le contenu de courriels (texte, audio et vidéo).
En recueillant ces informations interceptées lors de leur transfert grâce à des dispositifs situés hors des États-Unis, la NSA contourne ainsi les limitations légales (FISA Amendments Act of 2008) imposées à l'agence sur le territoire américain, comme l'interdiction d'espionner les citoyens américains.